# Otto Binge
Otto Binge (Cottbus, 19 mei 1895 - aldaar, 18 juli 1982) was een Duitse officier en SS-Standartenführer (kolonel) tijdens de Tweede Wereldoorlog. Hij voerde het bevel over de 4. SS-Polizei-Panzergrenadier-Division en de 17. SS-Panzergrenadier-Division Götz von Berlichingen. 

## Leven
Op 19 mei 1885 werd Otto Binge geboren in Cottbus. Hij was goed opgeleid, en behaalde zijn Abitur. Binge sprak vloeiend de Franse taal. Op 21 augustus 1914 meldde hij zich aan in Pruisische leger en werd geplaatst in het Ersatz Bataillon van het Garde-Fußartillerie-Regiment. In oktober 1914 werd Binge overgeplaatst naar het 3e batterij in het Fußartillerie-Regiment Nr. 26. Daar werd hij op 16 mei 1915 bevorderd tot Gefreiter (korporaal). Een paar maanden later volgde zijn bevordering tot Unteroffizier (sergeant). Na zijn bevordering werd Binge overgeplaatst naar het Fuss Art Batterie Nr 114. In 1917 kreeg hij de aanstelling van een officier als Leutnant der Reserve (tweede luitenant in de militaire reserve). Binge vocht in Rusland, Servië en in Macedonië. Hiervoor werd hij onderscheiden met de beide klassen van het IJzeren Kruis 1914 en de Bulgaarse Militaire Orde van Verdienste met Zwaarden. Terwijl hij nog aan het herstellen was van malaria in een ziekenhuis in Straatsburg, werd Binge overgeplaatst naar het Ersatz Bataillon (vrije vertaling: vervangingsbataljon) van het Lothringisches Fußartillerie-Regiment Nr.16. Na zijn herstel volgde zijn overplaatsing naar de 3e batterij in zijn regiment. Binge werd naar Frankrijk gestuurd, waar hij tot het einde van de oorlog was gestationeerd.

### Interbellum
Op 1 mei 1919 werd Binge lid van het Jägerkorps, en vocht in de Balticum. In september 1919 sloot hij zich aan bij het vrijkorps "Stever", en in het jaar daarop werd Binge lid van de III. Marine Brigade. Met de III. Marine Brigade zag hij in september 1920 actie in Silezië en het Ruhrgebied. Hiervoor werd hij onderscheiden met het Baltenkruis 1919. 
Op 1 maart 1922 solliciteerde Binge bij de Schutzpolizei, en werd met de rang van een Polizeileutnant (tweede luitenant in de politie) aangenomen. Hij kreeg zijn eerste opdracht in Mühlhausen, waar Binge bevorderd werd tot Polizeioberleutnant (eerste luitenant in de politie). Er volgde nog meerdere bevorderingen- en opleidingen aan de verschillende politieopleidingen.

### Tweede Wereldoorlog
Na de uitbraak van de Tweede Wereldoorlog, kreeg Binge het commando over het Polizei Bataillon 22. Hierna werd hij overgeplaatst en kreeg het commando over de IV.Abteilung (4e afdeling) in het SS-Polizei-Artillerie-Regiment (artillerieregiment) van de SS-Polizei-Division. Op 1 november 1941 werd Binge lid van de Schutzstaffel (SS), en werd ingeschaald als een SS-Sturmbannführer (majoor). Hij bleef bij de SS-Polizei-Division, en diende als plaatsvervangend commandant van het SS-Polizei-Artillerie-Regiment. Hierna werd Binge in het Führerreserve van het SS-Führungshauptamt (SS-FHA) geplaatst. Na drie weken kreeg hij de supervisie over de opstellingsstaf van de 17. SS-Panzergrenadier-Division Götz von Berlichingen, totdat Werner Ostendorff arriveerde. Op 20 april 1944 volgde Binge zijn bevordering tot SS-Standartenführer (kolonel), hij werd meteen benoemd tot commandant van de 17. SS-Panzergrenadier-Division Götz von Berlichingen. Hierna werd Binge naar het SS-Führungshauptamt (SS-FHA) gecommandeerd, waar hij tot het einde van de oorlog werkte.

## Na de oorlog
Over het verdere verloop van zijn leven is nauwelijks wat bekend. Op 18 juli 1982 stierf Binge in Cottbus.

## Carrière
Binge bekleedde verschillende rangen in zowel de Deutsches Heer als Allgemeine-SS. De volgende tabel laat zien dat de bevorderingen niet synchroon liepen.
| Datums           | Deutsches Heer       | Schutzpolizei                    | Allgemeine-SS          |
| ---------------- | -------------------- | -------------------------------- | ---------------------- |
| 21 augustus 1914 | Soldat               | —                                | —                      |
| 16 mei 1915      | Gefreiter            | —                                | —                      |
| 10 augustus 1915 | Unteroffizier        | —                                | —                      |
| 27 januari 1917  | Vizefeldwebel        | —                                | —                      |
| 3 juli 1917      | Leutnant der Reserve | —                                | —                      |
| 1 maart 1922     | —                    | Polizeileutnant                  | —                      |
| 24 mei 1924      | —                    | Polizeioberleutnant              | —                      |
| 1 april 1930     | —                    | Polizeihauptmann                 | —                      |
| 20 april 1937    | —                    | Major der Schutzpolizei          | —                      |
| 1 november 1941  | —                    | —                                | SS-Sturmbannführer     |
| 5 januari 1942   | —                    | —                                | SS-Obersturmbannführer |
| 1 augustus 1942  | —                    | Oberstleutnant der Schutzpolizei | —                      |
| 20 april 1944    | —                    | Oberst der Schutzpolizei         | SS-Standartenführer    |

## Lidmaatschapsnummers
- NSDAP-nr.: 2 648 157[5] (lid geworden 1 mei 1933)
- SS-nr: 405 841[7]) (lid geworden 1 november 1941)

## Decoraties
Otto Binge werd volgende decoraties onderscheiden:
- IJzeren Kruis 1914, 1e Klasse (1 februari 1920[1][4]) en 2e Klasse (1 maart 1917[1][4])
- Herhalingsgesp bij IJzeren Kruis 1939, 1e Klasse[6] (15 oktober 1942[1][4]) en 2e Klasse[6] (15 oktober 1942[1][4])
- Dienstonderscheiding van de Politie, 2e Klasse (18 dienstjaren)[1]
- Dienstonderscheiding van de NSDAP in brons[1]
- Militaire Orde van Verdienste (Bulgarije) met Zwaarden[1]
- Erekruis voor Frontstrijders in de Wereldoorlog[5] in 1934[1]
- Baltenkruis, 2e Klasse in 1919[1][4]